# James Thorington
James Thorington (ur. 7 maja 1816 w Wilmingtonie, zm. 13 czerwca 1887 w Santa Fe) – amerykański polityk, członek Partii Wigów, później Partii Republikańskiej.

## Działalność polityczna
Od 1843 do 1847 był burmistrzem Davenport. W okresie od 4 marca 1855 do 3 marca 1857 przez jedną kadencję był przedstawicielem 2. okręgu wyborczego w stanie Iowa w Izbie Reprezentantów Stanów Zjednoczonych.